# Wapen van De Rips

Wapen van De Rips

Het wapen van De Rips bestaat uit een gouden schild, met daarop een heibloem, drie turven en twee korenaren. Het zijn elementen die te maken hebben met een ontginningsdorp. Het wapen van Elsendorp bevat ook een gouden schild. De Rips behoort tot de gemeente Gemert-Bakel, gelegen in de Nederlandse provincie Noord-Brabant. De zeven dorpswapens voor de kernen zijn in een raadsvergadering van de gemeente Gemert-Bakel op 19 november 1997 vastgesteld. Doordat de twee korenaren goudkleurig zijn en op een gouden schild zijn geplaatst, is er sprake van metaal op metaal, wat in de heraldiek officieel niet mag. Door dit metaal op metaal is dit een raadselwapen.
Bavel
· De Mortel
· De Rips
· Dinteloord
· Elsendorp
· Galder
· Gemert
· Ginneken
· Handel
· Mierlo-Hout
· Milheeze
· Nispen
· Rosmalen
· Sint-Michielsgestel
· Strijbeek
· Ulvenhout